# Гаучито Хиль

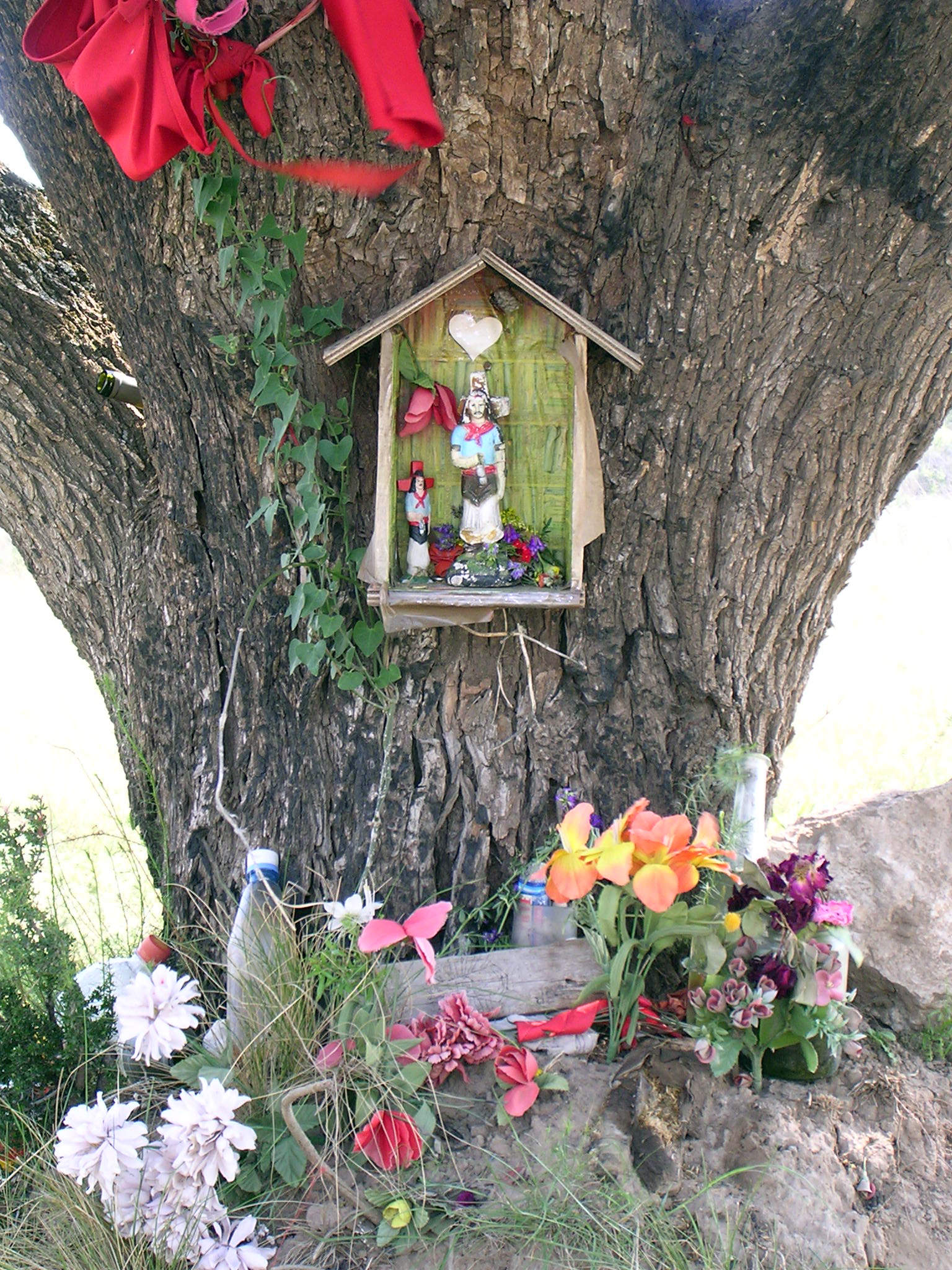

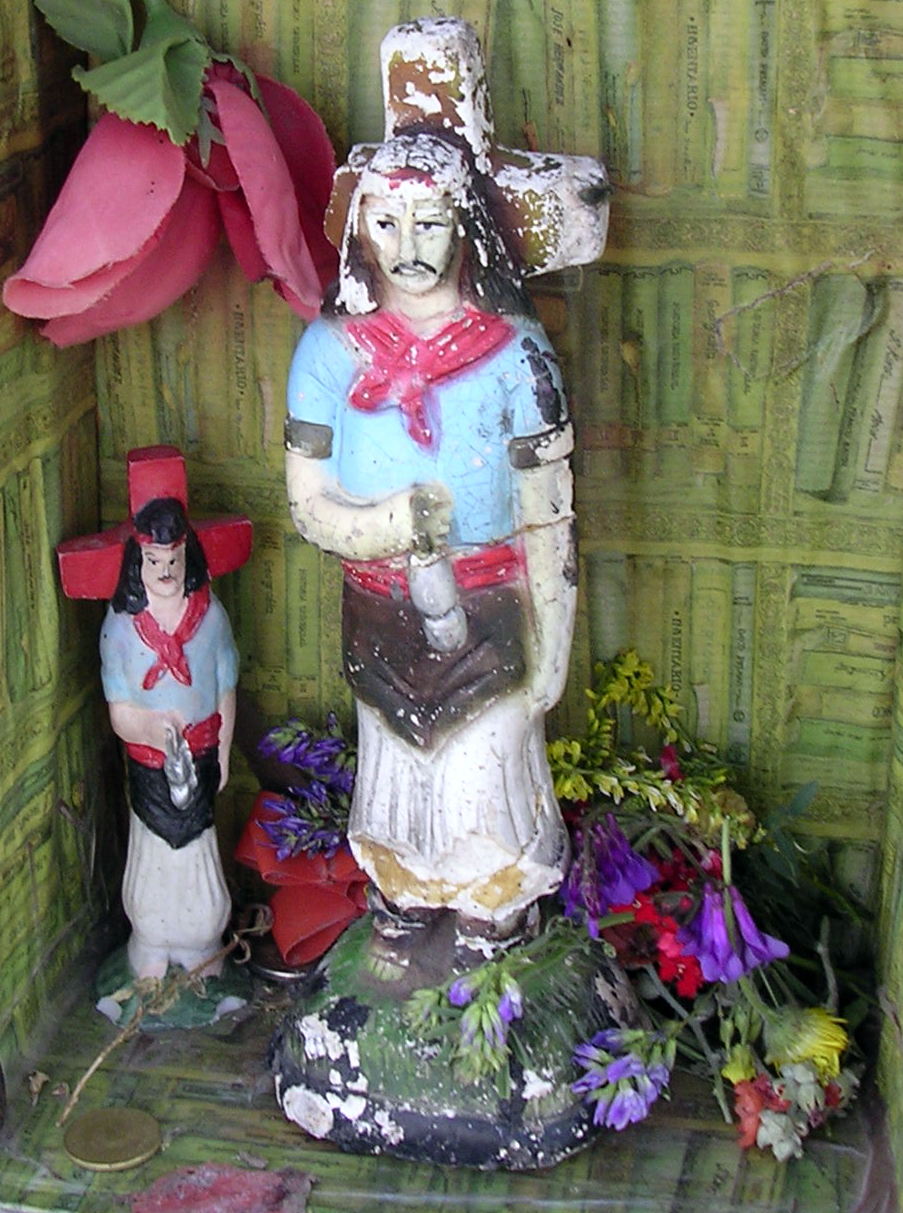

Гаучито Хиль (исп. Gauchito Gil; дословно «Маленький гаучо Хиль») — непризнанный официальной католической церковью, но весьма популярный в Аргентине религиозный персонаж, так называемый «народный святой». Особенно почитаем дальнобойщиками и другими людьми, чья жизнь связана с дорогами. Небольшие «домики»-святилища можно часто увидеть на обочинах автострадах на севере страны.
Историческим прототипом выступал гаучо Антонио Плутарко Крус Мамерто Хиль Нуньес, о реальной жизни которого мало что известно.
Он родился в поселении Пай-Убре, недалеко от города Мерседес, в провинции Корриентес, около 1840 года и был убит 8 января 1878 года примерно в 8 километрах от того же города.

## История
С небольшими отличиями существует несколько версий его истории.

### Первая версия
Антонио Хиль был простым сельским парнем, у которого случился роман с дочерью местного военного комиссара, что навлекло на него ненависть и братьев девушки, и местного полицмейстера, добивавшегося её взаимности. Из-за опасности расправы, Хиль покинул родное поселение и записался добровольцем на Парагвайскую войну (1864–1870).
После возвращения он попал на гражданскую войну в провинции Корриентес, но дезертировал. Его схватили, повесили за ноги на дерево и перерезали горло.
Перед казнью Антонио сказал своему палачу, что тот должен молиться во имя Хиля за жизнь своего тяжело больного сына. Палач не поверил, но по возвращении домой, палач застал сына практически на смертном одре. В полном отчаянии палач вознёс молитвы Хилю, и его сын чудесным образом исцелился. В знак благодарности он достойно похоронил тело Хиля, а люди, прослышавшие о чуде, построили на могиле святилище, которое существует до наших дней.

### Вторая версия

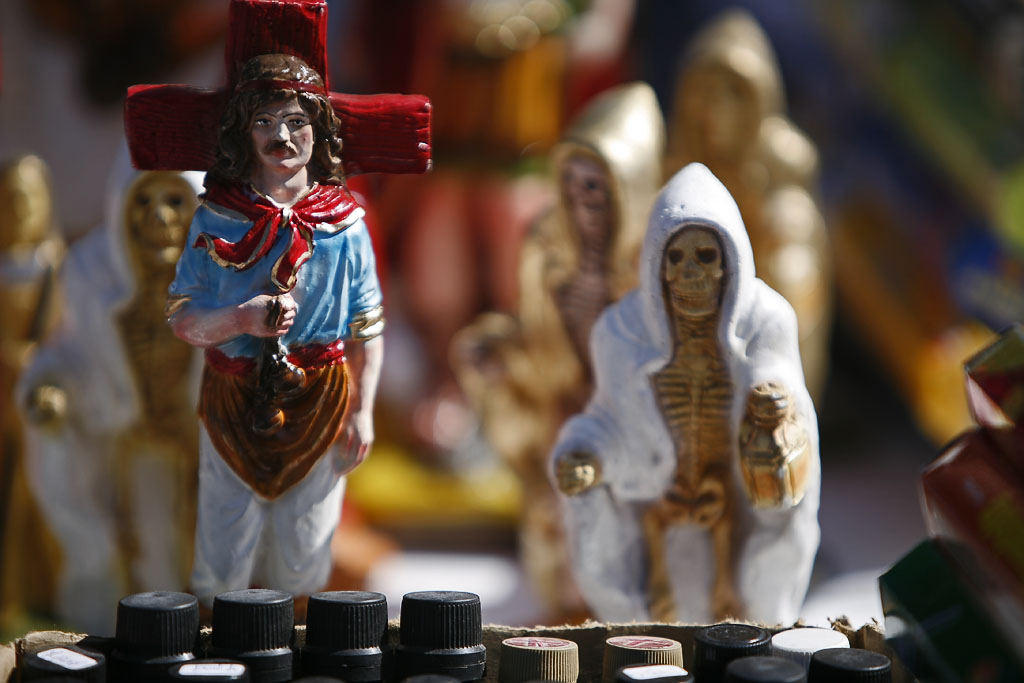
Статуэтки Гаучито Хиля и Сан-Ла-Муэрте

Согласно этой версии, Гаучито Хиль был своеобразным местным Робин Гудом, угонщиком скота, покровительствующим беднякам. Призванный сражаться на Парагвайской войне, он дезертировал и подвергся преследованиям. Когда он был схвачен, комиссар собирался застрелить его под деревом, и Гаучито Хиль сказал ему: «Не убивай меня, письмо о моей невиновности вот-вот прибудет». Комиссар ответил: «В любом случае ты не спасёшься», а Гаучито сказал: «В письме написано, что ваш сын при смерти. Когда ты приедешь, помолись за меня, и твой сын будет спасён, потому что сегодня прольёшь кровь невинного человека». Вернувшись домой, комиссар действительно обнаружил больного сына, помолился за него во имя Гаучито Хиля, и сын выздоровел. Комиссар вернулся к телу и попросил у него прощения.

### Третья версия
По третьей версии Гаучито Хиль и вовсе возглавлял банду головорезов-сепаратистов, ходивших из города в город, мародёрствуя, грабя и убивая богатых граждан. За что и был в итоге казнён.

## Святилище и поклонение
В настоящее время святилище, построенное недалеко от места гибели Гаучито Хиля (находится примерно в 8 километрах от города Мерседес), ежегодно посещают сотни тысяч паломников, в особенности 8 января, в годовщину смерти Хиля. Сама же могила находится на городском кладбище Мерседес.
Культ Гаучито Хиля распространился далеко за пределы провинции Корриентес, и небольшие алтари в его честь, украшенные красными флагами и лентами, можно найти вдоль городских и сельских дорог по всей Аргентине.
За пределами страны святилища есть также в Чили (регион Айсен ), в Уругвае в городе Мерседес, на окраине Барселоны, в Боливии, в департаменте Тариха и городе Арегуа в Парагвае.

## Гаучито и Католическая церковь
Хотя он и не является святым, официально канонизированным Католической церковью, его почитатели в большинстве своём признают себя католиками. Однако, исторически по всей Латинской Америке распространён подобный «народный католицизм», с которым официальная церковь давно уже смирилась.
Исходя из некоторых богословских исследований, Католическая церковь ищет способ понять и принять в себя этот феномен народной веры.